# Frankenweg (Schwäbischer Albverein)

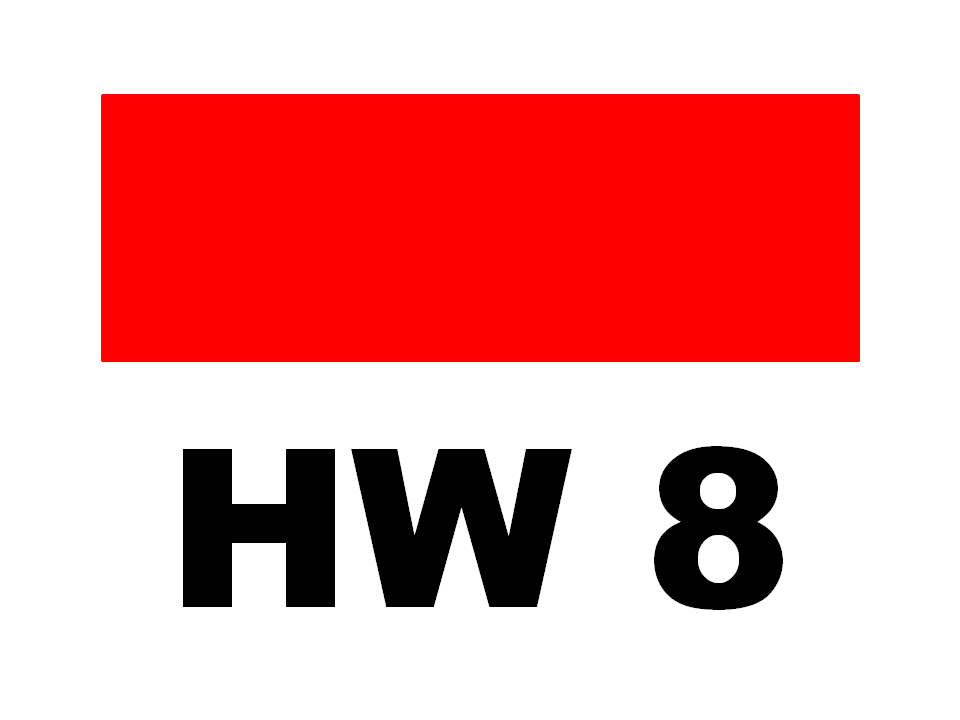
Wegzeichen des HW 8

Der Frankenweg ist der Hauptwanderweg 8 (HW 8) des Schwäbischen Albvereins. Mit einer Gesamtlänge von 220 Kilometer verläuft er von Pforzheim über Heilbronn bis nach Rothenburg ob der Tauber und durchquert dabei den südlichen Kraichgau, den Heuchelberg, den Schwäbisch-Fränkischen Wald und die Hohenloher Ebene.

## Wegverlauf

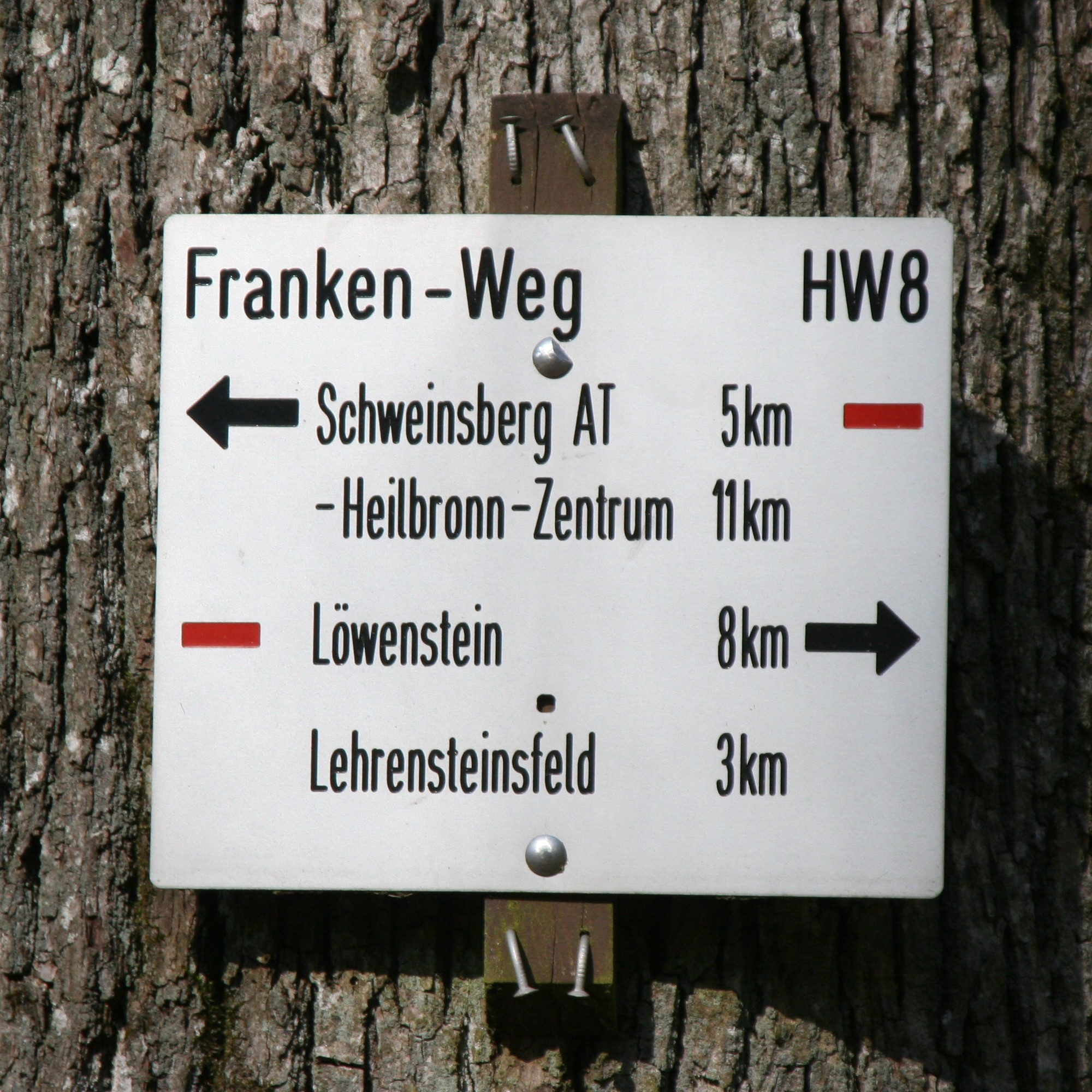
Hinweisschild des Frankenwegs am Reisberg in Heilbronn

Der Frankenweg beginnt in Pforzheim-Kupferhammer am selben Punkt, wo auch die drei großen Wanderwege des Schwarzwaldvereins (Westweg, Mittelweg, Ostweg) ihren Anfang nehmen. Der Weg führt zunächst nördlich, durch die Stadt, und dann durch den südlichen Kraichgau nach Maulbronn mit seinem weltberühmten Kloster. Weiter geht es nach Sternenfels, und über den langgestreckten Rücken des Heuchelbergs erreicht der Wanderer Heilbronn, wo der Neckar überschritten wird.
Östlich von Heilbronn setzt sich der Hauptwanderweg 8 fort durch die Löwensteiner Berge. Über Löwenstein, Neuhütten und Maienfels gelangt man in die Waldenburger Berge und nach Waldenburg. Hier verlässt der Weg den Schwäbisch-Fränkischen Wald und erreicht bei Neuenstein die Hohenloher Ebene. Bei Künzelsau wird der Kocher überschritten, bei Langenburg die Jagst. Über Schrozberg gelangt man schließlich zum Endpunkt Rothenburg ob der Tauber.

## Markierung
Der Weg ist, nach dem Schema der Hauptwanderwege des Schwäbischen Albvereins, mit einem roten Querbalken auf weißem Hintergrund markiert. Meist, aber nicht immer, findet sich der Text „HW 8“ in schwarzer Farbe unter- oder oberhalb des Balkens.

## Sehenswürdigkeiten am Wege
- Städte: Pforzheim, Heilbronn, Rothenburg
- Burgen: Sternenfels, Löwenstein, Waldenburg, Neuenstein, Langenburg
- Kloster Maulbronn